# Morombe
Morombe est une commune urbaine malgache, chef-lieu du district de Morombe, située dans la partie nord-ouest de la région d'Atsimo-Andrefana.

## Flore
À 80 kilomètres de Morombe se trouve la forêt d'Ampanonga qui possède encore plusieurs centaines de baobabs. Parmi les plus beaux spécimens, l'Adansonia grandidieri, appelé « reniala » par les Malgaches. Cet arbre qui semble avoir des racines à la place de sa frondaison, peut atteindre quarante mètres de haut et trois mètres de diamètre.

## Religion
Morombe est le siège du diocèse de Morombe, créé par constitution apostolique de Jean XXIII le 25 avril 1960.

## Économie
La ville accueille l'aérodrome de Morombe.
Jusqu'en 1960, la ville a fait de Madagascar l'un des producteurs mondiaux de pois du Cap[réf. nécessaire]. Mais aujourd'hui la destruction du port et des routes nationales ne permettent pas à la population locale d'en exporter davantage.

## Personnalités
- Benjamin Rabenorolahy (1940-2020), pasteur et homme politique, est né à Morombe.